# Алексеевский сельский совет (Юрьевский район)
Алексе́евский се́льский сове́т (укр. Олексіївська сільська рада) — входит в состав
Юрьевского района
Днепропетровской области
Украины.
Административный центр сельского совета находится в 
с. Алексеевка
.

## Населённые пункты совета
- с. Алексеевка
- с. Новочерноглазовское
- с. Пшеничное
- с. Сокольское
- с. Ульяновка
- с. Фёдоровское